# Jully
Jully település Franciaországban, Yonne megyében. Lakosainak száma 123 fő (2022. január 1.). Jully Sennevoy-le-Haut, Fontaines-les-Sèches, Verdonnet, Ravières, Sennevoy-le-Bas és Stigny községekkel határos.

## Népesség
A település népességének változása:
| Lakosok száma | 148  | 152  | 158  | 147  | 139  | 131  | 128  | 125  | 123  |
|               | 2013 | 2015 | 2016 | 2017 | 2018 | 2019 | 2020 | 2021 | 2022 |